# 黑道逆行
《黑道逆行》（英語：Retro）是一部2025年印度泰米爾語愛情動作片，由卡錫克·蘇布拉編導，石凳電影和2D娛樂製作，蘇芮亞與普嘉·哈格黛領銜主演。電影講述由黑幫撫養長大的孤兒帕里韋爾·「帕里」·坎南（Paarivel "Paari" Kannan，蘇芮亞飾演）為了與愛人露克米妮（Rukmini，哈格黛飾演）過上平靜的生活，金盆洗手並努力改變自我，但遭遇了父親、邪教組織的迫害，並意外得知了自己的真實身世。
本片的製作消息於2024年3月對外宣布，片名暫定為《蘇芮亞44》（Suriya 44），標語為「愛、笑容、戰爭」（Love, Laughter, War）；正式片名於2024年12月公開。電影2024年6月展開主要拍攝，並於10月初殺青。拍攝地點包括安達曼-尼科巴群島、烏蒂、喀拉拉邦和清奈。本片的音樂曲目由桑托什·納拉亞南譜寫，而攝影及剪輯則分別由施雷亞斯·克里希納（Shreyaas Krishna）、沙菲克·穆罕默德·阿里（Shafique Mohamed Ali）負責。
《黑道逆行》2025年5月1日以標準及EPIQ格式在印度等地上映。影評界對本片的口碑整體以正面居多；影評人讚賞了蘇芮亞與哈格黛的表演、電影的技術層面，但劇本及節奏存在瑕疵。本片的製作預算為6億至6.5億盧比，而全球票房約9.7億至25億盧比，商業表現成功。

## 劇情
1960年的杜蒂柯林，黑幫老大提拉坎之妻桑迪亞收養了一名腹部有著矛狀胎記的孤兒，給他取名為帕里韋爾·「帕里」·坎南，並細心扶養長大，但提拉坎拒絕承認帕里為兒子。桑迪亞死後，年少的帕里在瓦拉納西參加母親的葬禮時認識了露克米妮。提拉坎在返回杜蒂柯林的火車上遭到一群暴徒襲擊，習得武術的帕里擊退了他們，贏得了提拉坎的勉強尊重。
1989年，提拉坎再婚並育有一子。成年的帕里依然忠於提拉坎及其犯罪帝國，並與如今已是獸醫的露克米妮重逢。帕里與露克米妮經過四年的戀愛，計劃1993年結婚；帕里也宣布自己將金盆洗手。在婚禮上，提拉坎指控帕里破壞了一項代號為「金魚」（Gold Fish）的非洲高昂軍火交易，這足以危害提拉坎與老闆兼總理候選人達曼的關係。帕里承認藏起了金魚，但拒絕透露地點。提拉坎怒不可遏，試圖殺死露克米妮，但帕里反擊並砍斷了他的右手。帕里隨即被捕入獄；露克米妮因帕里重操舊業而心碎，放棄了婚禮並與父親搬到了未知之處。
五年後，帕里的格鬥技能被一支秘密邪教組織看上；他答應與典獄長串通，得以前往接應地點。但帕里欺騙了邪教組織，反與同夥一起逃跑，以前往露克米妮現居住的安達曼群島。帕里為了贏回她，與同夥綁架了喜劇治療師查普林·拉利，要求與自己合作並冒用了其身分。在島上，帕里以拉利的身分與露克米妮重逢；彼此的關係在經過相處後，逐漸改善。該島由米爾頓勳爵與兒子佛迪統治；佛迪虐待動物並騷擾露克米妮，直到被帕里教訓了一頓。邪教組織因佛迪的緣故而認出了帕里，便通知了領袖麥可·米拉蘇，以及正追查帕里與露克米妮下落的提拉坎。
麥可經營著「橡膠教」（Rubber Cult），島上富人與被奴役的窮人之間進行角鬥士式的格鬥比賽，輸的一方會被麥可之父拉加維餵鱷魚。麥可當眾揭露了帕里私下的所作所為，令露克米妮感到被欺騙而離開。受挫的帕里答應麥可的邀請，加入了邪教。在帕里的第一場比賽中展現了強大的身手，令觀眾驚嘆不已。麥可把帕里視為明星，舉辦了一場慶祝派對，但私下打算將他賣給英國人，並打算得到金魚。後來，一群當地奴隸襲擊帕里時，發現了他腹部的胎記，意識到他是當地傳說中的天選之人——殺死拉加維並拿回聖矛的賈達·慕尼。
他們揭開了帕里的真實身份：他是島民帕蘇佩西和拉什米所生，還有一個雙胞胎妹妹，親生父母實際上給他取名為賈達·穆尼。由於害怕拉加維屠殺天選之人的暴行，他們把帕里偷運到了印度本土。帕里在保護者被殺後，被桑迪亞收養。帕里與帕蘇佩西相認，並開始與奴隸們合作。第二天，帕里回到競技場，為奴隸而戰。他獲勝後，點名處死麥可與拉加維，隨後奴隸們與邪教成員展開對決。帕里在一場決鬥中擊敗了麥可，但饒了對方一命，反而予以羞辱。隨後，帕里等人闖進了拉加維的莊園；拉加維不甘侮辱而舉槍自殺，帕里奪回了聖矛。
在賈達·穆尼神廟，帕里將長矛歸還給神像，並與母親拉什米與雙胞胎妹妹重逢。露克米妮明白了全部真相，與帕里和解；帕里向她承諾，自己放棄了暴力。提拉坎仍不放棄金魚，帶著大批武裝人馬登島，並與麥可及佛迪來到神廟，準備殺死帕里一家。但此時，帕里的家人和島民們正用火箭筒瞄準他們，大批火箭筒正是所謂的金魚。拉什米在帕里的命令下開火示警，迫使對方投降。隔日，帕里與露克米妮終於結婚，島民們為重獲自由而歡欣鼓舞，提拉坎與麥可也參加了儀式。帕里向提拉坎透露，實際上除了拉什米的火箭筒外，其餘皆已生鏽、無法擊發。同時，與非洲的軍火交易被曝光，達曼被捕。

## 演員
- 蘇芮亞飾演帕里韋爾·「帕里」·坎南／賈達·慕尼（Paarivel "Paari" Kannan / Jada Muni）
  - 哈里什（Harish）飾演年少帕里
  - 尼斯蘭·賽（Nithran Sai）飾演孩童帕里
- 普嘉·哈格黛飾演露克米妮醫生（Dr. Rukmini）
  - 阿夫妮（Aavni）飾演年幼露克米妮
- 喬朱·喬治（英语：Joju George）飾演提拉坎（Thilagan）
- 賈亞拉姆（英语：Jayaram）飾演查普林·拉利醫生（Dr. Chaplin Lolly）
- 納薩爾（英语：Nassar (actor)）飾演拉加維·米拉蘇（Rajavel Mirasu）
- 普拉卡什·拉吉飾演達曼（Dharman）
- 威杜飾演麥可·米拉蘇（Michael Mirasu）
  - 桑傑飾演年少麥可
- 卡魯納卡蘭（英语：Karunakaran (actor)）飾演安東尼（Anthony）
- 加杰拉傑（Gajaraj）飾演米爾頓勳爵（Lord Milton）
- 絲瓦西卡（英语：Swasika）飾演桑迪亞（Sandhya）
- 艾維納許·拉古迪班（Avinash Raghudevan）飾演帕布（Prabhu）
- 拉凱什·拉庫（Rakesh Rakku）飾演帕拉曼（Paraman）
- 庫馬爾·納塔拉詹（Kumar Natarajan）飾演古魯曼（Guruman）
- 卡爾特凱·桑瑟南（Kaarthekeyen Santhanam）飾演哈金（Hakkim）
- 塔米日（Thamizh）飾演帕蘇佩西（Pasupathy）
- 蘇吉斯·桑克（英语：Sujith Shankar）飾演佛迪·米爾頓（Freddie Milton）
- 辛甘布利（英语：Singampuli）飾演露克米妮之父
- 普雷姆·庫馬爾（英语：Prem Kumar (Tamil actor)）飾演穆魯加（Murugan）
- 桑迪普·拉吉（Sandeep Raj）飾演蘭根（Rangan）
- 拉馬錢德蘭·杜雷拉傑（英语：Ramachandran Durairaj）飾演拉馬錢德蘭（Ramachandran）
- 雷姆亞·蘇雷什（英语：Remya Suresh）飾演拉什米（Lakshmi）
- 薩比塔·羅伊（Sabitha Roy）飾演帕里的親妹
- 賽·迪納（英语：Sai Dheena）飾演迪納（Dheena）
- 絲莉婭·紗蘭飾演藍刺（Blue Thorn，特別演出）[b]
- 桑托什·納拉亞南飾演因尼賽（Innisai，特別演出）[c]

## 製作

### 發展
2021年中，導演卡錫克·蘇布拉在拍攝《馬漢》（2022年）期間，曾向蘇芮亞講述一份劇本，令對方印象深刻。但此劇本的前期製作和拍攝較為耗時，他們決定製作另一份同樣令蘇芮亞印象深刻的劇本。他們雖然當時已敲定合作，但雙方得先完成各自手上的工作。
兩年半後，蘇布拉2024年3月28日透過社群媒體帳號宣布，《黑幫電影夢2》（2023年）之後的下一部導演作將與蘇芮亞聯手。此計畫由蘇布拉的石凳創作與蘇芮亞的2D娛樂公司共同出資。蘇芮亞與妻子喬蒂卡擔任監製，而石凳創作的主要製片人卡提克揚·桑塔南（Kaarthikeyan Santhanam）與2D娛樂的負責人拉伊塞卡·潘迪安（Rajsekar Pandian）則一同擔任聯合製片人。
製片方直到正式對外宣布為止，一直對此項目保密。本片的預算為6億至6.5億盧比，暫定名稱為《蘇芮亞44》（Suriya 44），標語為「愛、笑容、戰爭」（Love, Laughter, War），預計在蘇芮亞完成與蘇達·康加拉合作的《蘇芮亞43》（Suriya 43）後展開製作。2024年5月，有報導稱，康加拉的電影開拍還需要幾個月的時間，《蘇芮亞44》計劃在此期間完成拍攝。《蘇芮亞44》被外界傳為黑幫動作劇情片。但蘇布拉後來澄清，本片是1990年代背景且含有大量動作戲的愛情電影。電影的正式名稱於聖誕節（2024年12月25日）之際。

### 前期製作
蘇布拉在《黑幫電影夢2》開拍前就向蘇芮亞講述了一段台詞，蘇芮亞要求他投入開發。蘇布拉耗時幾個月寫作及前期製作。蘇布拉也與查魯克什·塞卡爾（Charukesh Sekar）和斯里塔蘭·索米塔蘭（Sritharan Someetharan）合作討論劇本。《黑幫電影夢2》上映後，蘇布拉向蘇芮亞講述了完整劇本。泰盧固語和印地語配音版的台詞分別由哈努曼·喬杜里（Hanumaan Choudary）、莫漢·奈爾（Mohan Nair）撰寫。製片方於2024年4月下旬宣布了選角消息。
2024年5月15日，製片方宣布桑托什·納拉亞南為本片的作曲家，成為他與蘇布拉的第八次合作，當天也是桑托什的生日。兩週後，製片方宣布施雷亞斯·克里希納（Shreyaas Krishna）將負責攝影，成為他繼《黑白世界》（2021年）及《馬漢》之後第三次與蘇布拉合作。同一天還宣布了技術團隊的其他成員：藝術總監傑基與瑪雅潘迪（Mayapandi）、剪輯師沙菲克·穆罕默德·阿里（Shafique Mohamed Ali）、特技指導凱查·坎帕迪（Kecha Khamphakdee）和劇裝設計師普拉溫·拉賈（Praveen Raja）。
2024年5月，團隊花了近三天拍攝本片的宣傳影片。劇組在第一階段拍攝行程展開前，至安達曼-尼科巴群島的布萊爾港搭建了用於拍攝動作戲的佈景。

### 選角
蘇芮亞在片中以兩種不同的造型亮相；一種是留著傅滿洲式八字鬍及鯔魚髮型，另一種是修剪過的絡腮鬍加上八字鬍，留著短髮。據5月中旬的報導，普嘉·哈格黛將擔任與蘇芮亞搭檔的女主角。6月1日，製片公司證實了她的參與。本片成為哈格黛繼《狂勇救援手》（2012年）及《狂勇救援手》（2022年）之後，拍攝的第三部泰米爾電影。據報導，她的片酬在4000萬至5000萬盧比之間。蘇布拉向《阿南達·維卡坦》透露，自己對哈格黛在《手相情緣》（2022年）中的表演印象深刻，為此選中了她。哈格黛經過外貌測試後，開始為角色學習泰米爾語。
最初有報導賈亞拉姆和納薩爾會加入演出陣容，後來在電影的前期拍攝期間得到證實，兩人都出演了重要角色。賈亞拉姆之子卡利達斯·賈亞拉姆被報導現身於片場，疑似參與演出，成為繼《我的家也愛阿普》（2003年）後，時隔12年再次與父親同台演出。但拉伊塞卡·潘迪安否認了卡利達斯·賈亞拉姆的參演：「當時劇組在賈亞拉姆先生最後一天的拍攝現場切了蛋糕，卡利達斯也現身了，引發誤會。」普拉卡什·拉吉也出演了要角，成為繼《爭鋒相對》（1997年）、《雄獅》（2010年）、《傑伊·比姆》（2021年）之後第四次與蘇芮亞合作。曾出演《黑幫電影夢2》的威杜（Vidhu）在本片中飾演反派角色。
艾維納許·拉古迪班（Avinash Raghudevan）、卡魯納卡蘭、喬朱·喬治、辛甘布利、蘇吉斯·桑克、塔米日（Thamizh）、拉馬錢德蘭·杜雷拉傑、桑迪普·拉吉（Sandeep Raj）及雷姆亞·蘇雷什都擔任要角。蘇布拉曾與卡魯納卡蘭合作了《披薩》（2012年）、《冷酷的心》（2014年）、《女神》（2016年）及《黑白世界》，而與喬朱則合作過《黑白世界》。辛甘布利先前曾與蘇芮亞合作了《先祖之子》（2003年）、《第一帅》（2004年）和《魔術師》（2005年）。曾有傳聞萳蒂塔·達斯將憑藉本片時隔12年重返泰米爾電影界。卡納達演員達南傑也曾受邀飾演重要角色，但工作檔期衝突，未能簽約。絲莉婭·紗蘭於2024年8月加入劇組，並以非劇情演員的身分參與歌曲〈愛情解藥〉的拍攝。

### 拍攝

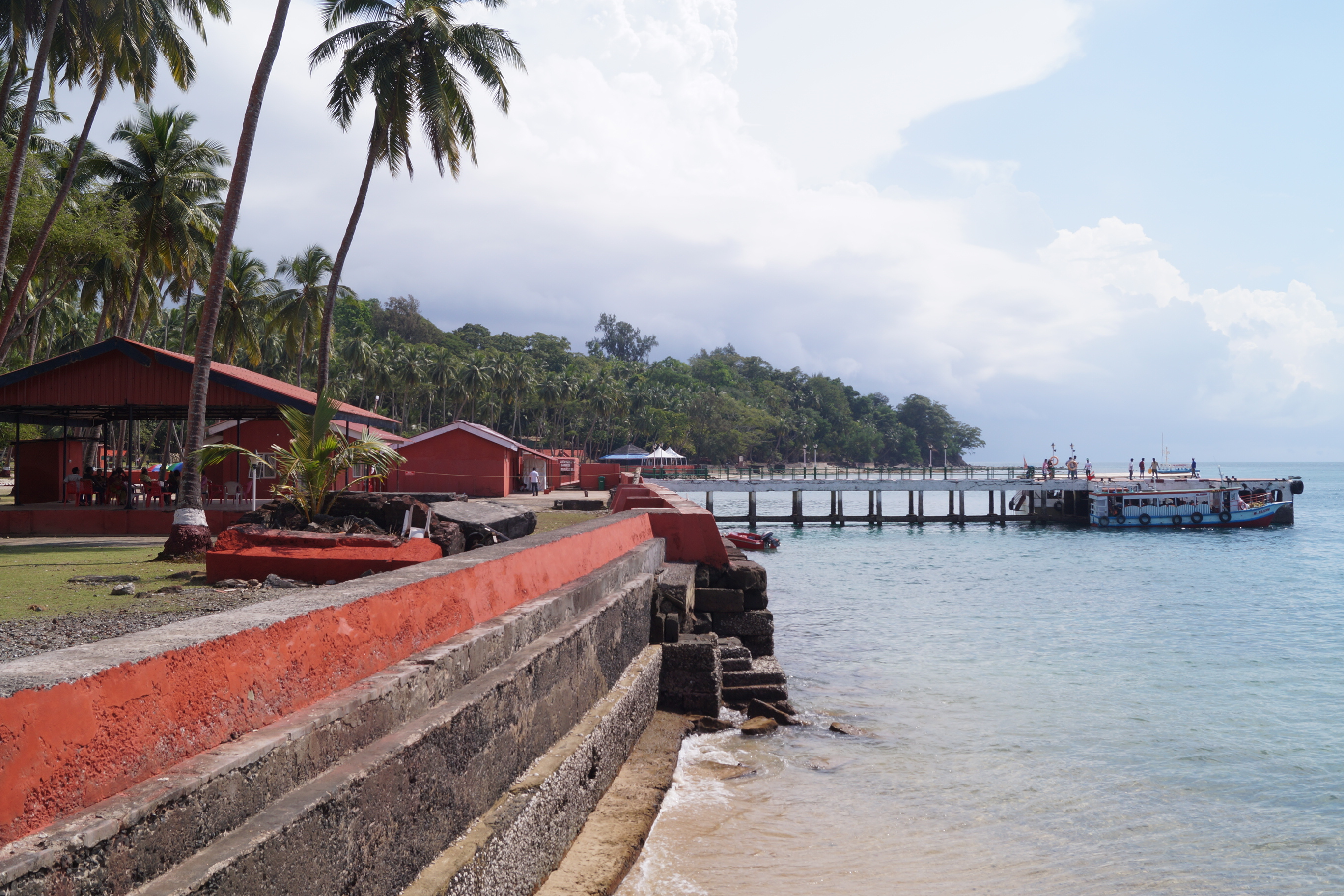
布萊爾港，電影的部分取景地

電影2024年6月2日展開主要拍攝，劇組至安達曼-尼科巴群島的布萊爾港進行第一階段拍攝；蘇芮亞、哈格黛和賈亞拉姆於前一天抵達拍攝地。首先，劇組在特別搭建的佈景中拍攝由凱查·坎帕迪編排的動作場面。2024年6月初，蘇芮亞與哈格黛也在此進行了歌曲拍攝。蘇吉斯·桑克於2024年6月22日加入第一階段拍攝，當時劇組正在賽盧勒監獄拍片。由謝里夫編排、蘇芮亞與哈格黛參與的舞蹈演出於2024年6月下旬完成。6月28日，喬朱·喬治分享了一段自己在安達曼島船上的影片，透露自己加入了演出。2024年7月4日，第一階段拍攝在安達曼結束。
第二階段拍攝2024年7月26日在烏蒂展開。據報導，此行程持續了15至20天，劇組也在尼爾吉里取景。2024年7月下旬，劇組在烏蒂拍攝了由主要演員和眾多舞者演出的歌曲。劇組在結束烏蒂的行程後，據傳於7月31日移駕到甘尼亚古马里，但後來證明為假消息。8月7日傳出，當蘇芮亞在烏蒂納瓦訥加爾宮（Nawanagar Palace）拍攝一場動作戲時，頭部受了傷。拉伊塞卡·潘迪安在推特上表示只是輕傷，但蘇芮亞為了療傷而暫停拍攝幾天，拍攝被迫停工。蘇芮亞於8月14日重返片場繼續拍攝，幾名俄羅斯和阿富汗演員也參與其中。據報導，劇組依據特定行程表，安排在三家酒店拍片。絲莉婭·紗蘭參與的一首歌曲也在此行程表內拍攝而成。該行程表的拍攝於2024年8月17日完工，按此進度，電影的拍攝已完成70%。到了8月中旬，賈亞拉姆完成了個人戲份的拍攝。
一天後，即2024年8月19日，下一趟行程原定在喀拉拉邦伊杜吉展開為期兩天的拍攝；但延期開工。此行程2024年9月8日在伊杜吉托杜普扎的卡利亞爾地區開拍。喀拉拉邦的行程持續了兩天，於9月9日以夜間拍攝作結。9月中旬，劇組為了清奈行程而在當地的印度国营电信公司辦公處搭建了一區監獄佈景，並在此計劃拍攝一首歌曲。此歌曲由謝里夫編排舞蹈，並在佈景完成的幾天後排練。9月下旬，最終行程在清奈展開，蘇芮亞為此行程修剪了鬍鬚。哈格黛的個人戲份於9月24日殺青。最終行程持續了兩週，於2024年10月6日完工，全片的主要拍攝隨之宣告殺青。
拍攝期間，劇組還完成了一段長達15分鐘的長鏡頭片段，此片段包辦了動作、歌曲及文戲。片名預告片中，蘇芮亞與哈格黛的片段是在瓦拉納西拍攝而成，並為此用上了100至200盞陶土油燈來營造暮光效果。據報導，本片八成的鏡頭皆於片場拍攝而成。

### 後期製作
《黑道逆行》拍攝完成後，進入了後期製作階段。蘇布拉透露，後製工作將花費更多時間，導致電影從原定的龐格爾節（2025年1月14日）上映計劃延期。沙菲克·穆罕默德·阿里繼《黑幫電影夢2》之後再度與蘇布拉合作，負責本片的剪輯。視覺效果交由洛文工作室（Lorven Studios）處理，S·哈里哈拉斯坦（S. Hariharasuthan）擔任總監。蘇雷什·拉維（Suresh Ravi）負責調色、數碼中間片兼視效預覽。S·阿拉賈庫坦（S. Alagiakoothan）負責聲音設計，蘇倫·G（Suren G.）則負責聲音錄製、剪輯兼混音。桑托什於2024年11月開始譜寫本片的背景音樂。
喬朱·喬治於2025年1月完成了配音工作。哈格黛在次月完成了配音；《黑道逆行》成為她踏足泰米爾電影界首次為自己配音的電影。後製的最後階段於2025年3月展開。蘇芮亞於2025年4月初完成了配音。
本片的最終剪輯版於2025年4月中旬準備就緒，當月提交給中央電影認證委員會（CBFC）審查。電影2025年4月17日獲得了CBFC頒發的U/A證書；片方在刪除了幾段台詞及過度暴力的鏡頭後，最終片長為168分鐘（2小時48分鐘）。

## 音樂
本片配樂的曲目由桑托什·納拉亞南譜寫，除了成為與蘇布拉的第八次合作外，也是首次參與蘇芮亞的電影。音樂版權由T-Series收購。片方於2025年2月起每隔一個月對外發表一首歌曲，共三首；依序為〈玻璃花〉（Kannadi Poove，2月13日）、〈卡尼瑪〉（3月21日）及〈天選之人〉（The One，4月12日）。2025年4月18日，《黑道逆行》為推廣音樂，在清奈的賈瓦哈拉爾·尼赫魯體育場舉行了音樂發表會。
電影原聲帶分為A面與B面；A面收錄六首曲目，2025年4月18日透過數位平台發行，而B面則收錄五首曲目，於2025年5月23日發行。

## 行銷
製片方2024年3月28日發表了電影公告海報，24小時內在推特上的瀏覽量創下當時印度電影公告海報之最。2024年6月2日發表了電影的「第一顆鏡頭」影片。該影片雖然並未透露正式片名，但得到外界廣大的迴響。6月12日，影片在YouTube上發表。OTTPlay網站的阿基拉·梅農（Akhila Menon）指出：「男主角蘇芮亞以從未見過的形象出現在影片中，這段獨一無二的影片可謂泰米爾電影的首次嘗試。」
電影片名原定於蘇芮亞的生日（7月23日）當天公布；但當天發布了一段特別宣傳片，仍未透露片名，但透露片名預告片即將發表。宣傳片發表不到20小時內，觀看次數創下紀錄。宣傳片獲得外界普遍認可後，被片方安排在戲院放映。2024年11月22日，蘇布拉在第55屆印度國際影展上宣布，將從下個月起為本片做宣傳。
電影片名在聖誕節（12月25日）之際公布，同時發表了一則預告片。該預告片成為24小時內觀看次數最多的泰米爾片名預告片，在YouTube上的觀看次數超過1000萬次。DT Next網站評論道：「達136秒的預告片以蘇芮亞與普嘉·哈格黛的談話開場，並暗示喬朱·喬治飾演男主角的父親。影片展現了《黑道逆行》的世界，血腥動作與浪漫愛情完美融合。」Bollywood Hungama網站則稱：「預告片中最引人注目的是普嘉僅憑眼神就能傳達如此豐富的情感。她即使沒有對白，也能傳達出無聲但深沉的情感。」為《漢斯印度報》撰稿的蘇哈斯·西斯圖（Suhas Sistu）指出：「此預告片有著強大的視覺效果、扣人心弦的背景音樂以及天衣無縫的剪輯，憑藉高製作價值而備受關注。」片名預告片進一步提高了外界對本片的期望。桑托什·納拉亞南受預告片的啟發，與父親一起拍攝了一段宣傳影片，以宣傳自己2025年6月將在德國奥伯豪森魯道夫·韋伯競技場舉行的巡迴演唱會。2025年2月，預告片與戲院上映的《絕婚殺機》一起放映。泰盧固語和印地語配音版的預告片2025年2月7日在T-Series的YouTube頻道上發表。
2025年3月，歌曲〈卡尼瑪〉發表後，由謝里夫編排、蘇芮亞和哈格黛在MV中表演的勾步迅速走紅，增添了歌曲的人氣，並在社群媒體上引起轟動。許多人錄製自己隨著歌曲跳舞的影片在社群媒體平台上分享，重現了MV中的招牌舞步。劇組拍攝了該歌曲的另一版本，其中蘇芮亞和哈格黛都露出了喜悅的表情，並於4月5日作為彩排影片獨家發表。後來，製片方稱彩排版的歌曲並非正片的內容，僅為粉絲推出。2025年4月，完整歌曲也在《校园爱情故事》（2005年）重映的中場消息期間播放。
圖尼·約翰（Tuney John）負責《黑道逆行》的宣傳設計，海報宣傳廣受好評。電影於2025年1月初起展開戶外宣傳。從2025年2月開始，片方開始發表以漫畫形式發表的幕後花絮。4月9日，《阿南達·維卡坦》發表了電影的獨家劇照。行銷團隊在南部鐵路公司的列車車身設計了電影海報。隨後，於2025年4月推出了《黑道逆行》的官方周邊商品。
正式版預告片2025年4月18日在清奈的賈瓦哈拉爾·尼赫魯體育場舉行的電影音樂發表會上發表；此預告片由阿方斯·普思倫剪輯而成。《印度電影觀眾》對預告片讚譽有加：「預告片展示了動作、態度和氛圍的迷人融合。普思倫的剪輯賦予了畫面一種犀利、近乎律動的節奏感，與蘇芮亞火爆角色的活力絕配。」
片方為了宣傳電影的泰盧固語版本，2025年4月26日在海得拉巴的JRC會展中心（JRC Convention）舉行了一場預映活動。此活動由西塔拉娛樂（Sithara Entertainments）主辦，維傑·德瓦拉康達也為宣傳《王國》（2025年）而以首席嘉賓的身分出席。2025年4月27日，片方在提魯沃嫩塔布勒姆的露露國際購物中心舉行了一場預映活動；該活動超過10萬人到場，創下了紀錄。

## 發行

### 院線
《黑道逆行》2025年5月1日以標準及EPIQ格式在印度等地院線上映，恰逢國際勞動節。電影除了原版泰米爾語外，還發行了泰盧固語和印地語配音版。電影起初計劃龐格爾節週末上映，但因蘇布拉需要更多時間進行後製，而使上映日延期至2025年夏季（4月至6月）最終定檔的上映日於2025年1月宣布。電影在英國同天上映；英國電影分級委員會根據片中包含的強烈血腥暴力、粗俗語言和威脅，將其評為15級。

### 發行商
本片在泰米爾納德邦由沙克蒂電影工廠（Sakthi Film Factory）發行。西塔拉娛樂獲得了安得拉邦和泰倫迦納邦的發行權。卡納塔克邦的發行商為斯瓦加特企業（Swagath Enterprises）。潘製片室以潘·馬魯達爾娛樂（Pen Marudhar Entertainment）的名義獲得了本片在北部和西部的院線上映權。電影在喀拉拉邦的發行由瓦伊卡·馬里蘭發行負責。
AP國際（AP International）負責海外院線發行權的收購事宜。家庭銀幕娛樂（Home Screen Entertainment）購入了新加坡的發行權，而不害娛樂（Ahimsa Entertainment）及博林電影（Boleyn Cinema）獲得了英國的發行權。一流傳媒（Prime Media）獲得了北美的發行權，並以泰米爾語和泰盧固語發行。其他地區的發行商如DMY創作（DMY Creation，馬來西亞）、洛卡娛樂（Lokah Entertainments，德國）、（日本）與夜間ED電影（Night ED Films，法國）。

### 預售
本片在英國的預售第一天就售出了3200多張電影票，票房收入為2.5萬英鎊。僅在泰米爾納德邦，預售開始後的24小時內就售出了約20萬張電影票（不包括粉絲號召活動），打破了《惡有惡道》保持的紀錄，成為截至為止今年泰米爾電影的最高銷售量。多家戲院的訂票網站因流量過載而癱瘓。

### 家用媒體
《黑道逆行》的數位串流播放權由Netflix以8億盧比買下。電影2025年5月30日起在Netflix上線，除了泰米爾語外，亦提供印地語、泰盧固語、卡納達語和馬拉雅拉姆語配音版。2025年6月，蘇布拉稱，計劃在串流平台上以四至五集的限定劇形式，推出《黑道逆行》的加長版。

## 反響

### 票房
《黑道逆行》在印度與《HIT：第三個案例》、《突襲行動2》、《遊客家庭》同時上映。《黑道逆行》首映日全球票房收穫達4.6億盧比；在泰米爾納德邦的票房收入為1.7億盧比，成為蘇芮亞在該邦最高的首日票房，超過了去年的《火神之力》，此成績也成為當時2025年在其他邦首映票房最高的泰米爾電影，表現更勝《惡有惡道》。
本片在首映週末的票房便高居全球票房第三名。上映四天，全球票房超過7.8億盧比。上映第一週，全球票房超過10億盧比，成為蘇芮亞第四部達到此里程碑的電影；本片也就此開始獲利。電影的商業成功讓片方從利潤中拿出1億盧比，捐給非政府組織阿加拉姆基金會。
電影上映第二週，全球票房累積至15億盧比，第三週的全球票房超過20億盧比。《黑道逆行》映27天後，全球票房便突破了25億盧比。電影的全球票房數據在各家媒體間各不相同，約在9.7億至25億盧比之間。本片成為蘇芮亞至此票房最高的電影。

### 評價
《黑道逆行》在影評界的口碑整體趨於正面，蘇芮亞與哈格黛的表演、蘇布拉的執導技巧以及音樂、動作場面和視覺效果受到讚譽，但劇本及節奏被影評人指出存在瑕疵。
泰米爾衛報網站的克里希納·塞爾瓦西蘭（Krishna Selvaseelan）給予本片4／5星，並在影評中寫道：「蘇布拉為觀眾帶來了幾乎難以看穿的新瓶舊酒。」Pinkvilla網站的高塔姆·S（Goutham S）給予本片3.5／5星，評論道：「《黑道逆行》憑藉蘇芮亞與普嘉·哈格黛的精彩演繹，將動作、浪漫和幽默以一種清新而獨特的方式融合在一塊，完全符合人們對卡錫克·蘇布拉浪漫愛情電影的期待。」
多家媒體皆為本片打出了3／5星的評分；《印度時報》的M·蘇甘斯（M. Suganth）撰文稱：「卡錫克·蘇布拉的拍片天賦、蘇芮亞的魅力以及桑托什·納拉亞南的動感歌曲足以令人忽視了下半場的放縱及最後15分鐘的失誤。」《印度斯坦時報》的拉塔·斯里尼瓦桑（Latha Srinivasan）評論道：「導演卡錫克·蘇布拉擅長創作融合多種類型、風格獨特的電影，並運用音樂作為敘事工具。他的最新電影《黑道逆行》遵循同樣的模式，將主演兼考萊塢明星蘇芮亞塑造成充滿浪漫主義與情感的人間戰神。」《今日新聞》的普加日·穆魯甘（Pugazh Murugan）評論道：「《黑道逆行》是動作、藝術與靈魂的獨特結合，蘇芮亞微笑，人們也跟進之。」《印度快報》的阿維納什·拉馬錢德蘭（Avinash Ramachandran）撰文稱：「雖然卡錫克·蘇布拉執導的這部明星娛樂片劇情老調重彈，但本片的製作初衷為更崇高的目標所服務，加上蘇芮亞及普嘉·哈格黛表現也相當出色。」Times Now頻道的蘇什米塔·戴伊（Sushmitha Dey）評論道：「如果想看一部畫面精美、配樂震撼、蘇芮亞狀態極佳的感人黑幫劇，《黑道逆行》絕對值得一看。本片不只是一部電影，更是一種氛圍，一場穿越愛、失落與子彈的狂野之旅。」OTTPlay網站的阿努莎·桑達爾（Anusha Sundar）表示：「卡錫克·蘇布拉拍攝了重視風格、動作與情感並令人沉醉的電影，但隨後熟悉感油然而生。」《The Week》雜誌的薩金·什里吉斯（Sajin Shrijith）在評論中指出：「蘇芮亞為卡錫克·蘇布拉基調顛簸的本片注入了必要的活力。」
The Federal網站的拉賈塞卡·S（Rajasekar S）認為「蘇芮亞令人驚艷，而普嘉·哈格黛則奉獻了從影以來的最佳表現。」「卡錫克·蘇布拉忠於職守，以主流形式巧妙地傳達了多種訊息。」他還讚揚了包含〈卡尼瑪〉在內的長鏡頭片段為「一項壯舉」。Sakshi Post網站將本片評為2.75／5星，並在影評中寫道：「《黑道逆行》可謂時尚感人的電影之旅，也是蘇芮亞的強勢回歸，證明了他的明星魅力與演技，以及為何能擠身泰米爾電影界的頂級明星之列，或許真能改變其命運。」《今日印度》的賈納尼·K（Janani K）則給出了2／5星並指出：「蘇芮亞與卡錫克的聯手之作塞得太滿，在各個時代及理念之間搖擺不定。」

## 備註
1. 1 2 3  《黑道逆行》的全球票房約9.7億（Pinkvilla[4]）至20億盧比（News18[5]）或25億盧比（《每日郵報》[6]）之間。
2. ↑  歌曲〈愛情解藥〉的舞者。
3. ↑  歌曲〈卡尼瑪〉的舞者兼樂師。
4. ↑  即〈玻璃花〉
5. ↑  即〈卡尼瑪〉。

## 外部連結
- 互联网电影数据库（IMDb）上《黑道逆行》的资料（英文）
- 爛番茄上《黑道逆行》的資料（英文）